# Donativo
Durante l'impero romano, un donativo era una ricompensa eccezionale (in latino donativa o liberalitates), concesso a dei corpi dell'esercito, solitamente equivalente a parecchi anni di stipendium. I pretoriani (guardia personale dell'imperatore) ricevevano frequentemente un donativo: per l'arrivo di un nuovo imperatore, per la nascita o per il matrimonio all'interno della famiglia imperiale. Gli altri corpi dell'esercito (legioni e truppe ausiliarie) ricevevano donativi meno frequentemente, o addirittura non ne ricevevano.
Si differenziavano dai congiaria che rappresentavano, invece, libere elargizioni distribuite alla plebe di Roma, seppure costituissero una identica forma di liberalitas del princeps.
Al momento del suo conferimento, solitamente effettuato nell'accampamento, era usanza che il soldato (incerto se ciò riguardasse chi era stato insignito della corona o tutti coloro che ricevevano il donativo) dovesse indossare la corona d'alloro. Celebre il caso, riferito da Tertulliano (De corona militis), del soldato cristiano che, al momento dell'elargizione della gratifica da parte degli "eccellentissimi imperatori" (Settimio Severo, Caracalla e Geta o i soli Caracalla e Geta), rifiutò di cingersi il capo con la corona, preferendo tenerla in mano. Il soldato, al tribuno che gli chiedeva conto del diversus habitu, rispose di essere cristiano (Christianus sum), e perciò venne punito con la carcerazione.

## Storia
Vale la pena ricordare che il donativum era un'integrazione dello stipendium (paga regolare) dovuta al generico soldato romano, a partire dal legionario romano. I primi donativi risalirebbero al tempo della Repubblica romana, continuando poi sia durante l'alto Impero sia durante il tardo Impero romano, come segue:
| DATA                        | COMANDANTE (Imperator)     | MOTIVO / OCCASIONE | IMPORTO/I Donativa | BENEFICIARI                 |
| --------------------------- | -------------------------- | --- | --- | --------------------------- |
| 52 a.C.                     | Gaio Giulio Cesare         | Dopo aver sconfitto i Biturigi durante la conquista della Gallia | 200 sesterzi (legionario) 1.000 sesterzi (centurioni)                                                                  | legioni                     |
| 43 a.C.                     | Marco Antonio              | | sconosciuto | legio II                    |
| 43 a.C.                     | Ottaviano Augusto          | Ingresso a Roma di Ottaviano. | 2.500 denarii cad. | esercito romano             |
| 8 a.C.                      | Augusto                    | Ingresso nell'esercito di Gaio Cesare. | sconosciuto | esercito romano             |
| 14 d.C.                     | Augusto                    | Ultime volontà testamentarie. | 250 Denarii (pretoriani); 125 denarii (urbaniciani); 75 denarii (legionari e ausiliari delle coorti di cittadini).     | esercito romano             |
| 14                          | Tiberio                    | Rivolta delle legioni in Germania e Pannonia. | Raddoppio del donativo da parte dell'erede del princeps, Gaio Giulio Cesare Claudiano Germanico.                       | legioni renane e pannoniche |
| 31                          | Tiberio                    | Lealtà nella crisi di Seiano. | 1.000 denarii (pretoriani); 300 sesterzi (legionari).                                                                  | esercito romano             |
| 37                          | Tiberio                    | Lascito alla morte. | 250 denarii | pretoriani                  |
| 37                          | Caligola                   | Ascesa al trono. | 2.500 dracme (pretoriani); 125 dracme (urbaniciani); 85 dracme (legionari).                                            | esercito romano             |
| 37-38                       | Caligola                   | In seguito alla morte del cognato, Lepido, marito della sorella Drusilla. | sconosciuto | esercito romano             |
| 40-41                       | Caligola                   | Spedizione contro i Britanni. | sconosciuto | esercito romano             |
| 41                          | Claudio                    | Ascesa al trono: temendo per la sua vita dopo l'assassinio di Caligola, offre un donativa ai pretoriani che l'avessero condotto nel loro campo. Fu il primo imperatore ad assicurarsi in questo modo la fedeltà della guardia del pretorio. | 3.750 denarii (o 5.000)                                                                                                | pretoriani                  |
| Annuale                     | Claudio                    | Ogni anniversario dell'ascesa al trono. | 25 denarii | esercito romano             |
| 45?                         | Claudio                    | Si celebra la toga virile di Nerone. | sconosciuto | esercito romano             |
| 54                          | Nerone                     | Ascesa al trono. | sconosciuto | pretoriani                  |
| 59                          | Nerone                     | Morte della madre di Nerone, Agrippina minore. | sconosciuto | pretoriani                  |
| 65                          | Nerone                     | Sventata la congiura di Pisone. | 500 denarii | pretoriani                  |
| 68                          | Galba                      | Galba rifiuta di dare ai pretoriani una gratificazione più grande del normale (promessi da Ninfidio Sabino), sostenendo che "era solito controllare i suoi soldati, non comprarli". I pretoriani corrotti da Otone lo assassineranno poco dopo. | 7.500 dracme (promessi ai pretoriani); 1.250 dracme (promessi a legionari).                                            | esercito romano             |
| 69                          | Otone                      | Ascesa al trono. | 1.250 denarii (promessi ai pretoriani); sconosciuto agli altri soldati.                                                | esercito romano             |
| 69                          | Vitellio                   | Vitellio "sentiva la minaccia del donativo sospesa su di lui, e siccome non aveva denari, accordò tutto il resto ai soldati". | 1.250 denarii (promessi)                                                                                               | pretoriani                  |
| 69                          | Vespasiano                 | Vespasiano impartì una battuta d'arresto all'aumento dei donativi (sebbene fossero regolari), con maggiore efficacia: "quanto alle truppe che avevano partecipato alla sua vittoria, ben lontano dal concedere loro qualche favore, fece persino loro attendere per lungo tempo le loro ricompense legittime".                                                           | sconosciuto (soldati); 25 dracme (pretoriani)                                                                          | esercito romano             |
| 79                          | Tito                       | Donativo regolare? | sconosciuto | pretoriani                  |
| 81                          | Domiziano                  | Donativo regolare (?) dal momento dell'ascesa al trono, come il fratello Tito appena morto. | sconosciuto | pretoriani                  |
| 89                          | Domiziano                  | Donativo dopo aver consegnato la corona di re vassallo di Roma a Degis, fratello di Decebalo, re dei Daci. | sconosciuto | esercito romano             |
| 96                          | Nerva                      | Donativo regolare? | sconosciuto | pretoriani?                 |
| 98                          | Traiano                    | Donativo regolare? | sconosciuto | esercito romano             |
| 117                         | Adriano                    | Ascesa al trono. | Duplice largizione | esercito romano             |
| 136                         | Adriano                    | Adozione di Elio Cesare. | sconosciuto | esercito romano             |
| 138?                        | Antonino Pio               | Donativo regolare in onore della moglie Faustina maggiore. | sconosciuto | esercito romano             |
| 145                         | Antonino Pio               | Donativo per celebrare il matrimonio tra la figlia Faustina minore e l'erede al principato Marco Aurelio. | sconosciuto | esercito romano             |
| 161                         | Marco Aurelio e Lucio Vero | Celebrazione dei due Augusti: Marco Aurelio e Lucio Vero. | 20.000 sesterzi (pretoriani); in proporzione (altri soldati).                                                          | esercito romano             |
| 180                         | Commodo                    | All'ascesa al trono. | sconosciuto | pretoriani                  |
| 193                         | Pertinace                  | Pertinace, temendo anche per la vita, promise un donativa ai pretoriani affinché fosse proclamato Imperatore. Egli ne versò la metà, ma poco dopo fu assassinato dagli stessi. | 12.000 sesterzi cad.                                                                                                   | pretoriani                  |
| 193                         | Didio Giuliano             | Didio Giuliano acquistò la sua proclamazione con una favolosa promessa di donativa (6.250 denarii). Ne concesse poi 7.250, più di quanti ne aveva promessi. | 6.250 denarii promessi, 7.250 concessi.                                                                                | pretoriani                  |
| 193                         | Clodio Albino              | Ascesa al trono nelle Gallie. | 3 aurei cad. | esercito romano             |
| 193                         | Settimio Severo            | Ascesa al trono di Settimio Severo. | 2.500 denarii cad. | legionari                   |
| 198                         | Settimio Severo            | Presa di Ctesifonte. | sconosciuto | legionari                   |
| 203                         | Settimio Severo            | Decennale dell'ascesa al trono. | 10 aurei. | pretoriani                  |
| 19 dicembre 211             | Caracalla                  | Istiga pretoriani ad assassinare il fratello Geta. | 2.500 denarii | pretoriani                  |
| 213                         | Caracalla                  | Quando Caracalla è lungo il limes danubiano. | sconosciuto | esercito romano             |
| 217                         | Macrino                    | Crisi militare dopo la morte di Caracalla. | Sembra che Macrino abbia promesso 3.000 sesterzi aggiuntivi; poi altri 20.000; in un altro passo si parla di 16 aurei. | esercito romano             |
| 218                         | Eliogabalo                 | Ascesa al trono di Eliogabalo. | 2.000 sesterzi | esercito romano             |
| 231-232?                    | Alessandro Severo          | Crisi lungo il limes orientale? | 3 donativa. | esercito romano             |
| 235                         | Massimino Trace            | Ascesa al trono e uccisione di Alessandro Severo | sconosciuto | esercito romano             |
| gennaio 238                 | Gordiano I                 | Avendo dalla sua parte il Senato di Roma, promette un donativum per cacciare dal trono Massimino il Trace. | Il più elevato mai pagato prima d'ora                                                                                  | pretoriani                  |
| febbraio 238                | Massimino il Trace         | Massimino marcia verso Roma dal "quartier generale" di Sirmium, avendo prima distribuito un grosso donativum. | sconosciuto | esercito romano             |
| 244                         | Filippo l'Arabo            | Morto Gordiano III durante la campagna contro i Sasanidi, stipulato un trattato di pace con Sapore I, Filippo parte per Roma facendo prima ricchi donativa all'esercito. | sconosciuto | esercito romano orientale   |
| novembre 275                | Marco Claudio Tacito       | Ascesa al trono. | sconosciuto | esercito romano             |
| dal 287/289 fino al 303/304 | Diocleziano                | Con la creazione del sistema tetrarchico venivano distribuiti donativa regolarmente alle armate romane, almeno 8 volte all'anno: in occasione della data dei compleanni e della data dell'ascesa al trono, sia dei due Augusti, sia dei due Cesari; a ciò si aggiungeva un donativum supplementare annuo, nel caso uno dei quattro Imperatori fosse stato anche console. | 5.000/7.500 denarii annui (legionario)                                                                                 | esercito romano             |
| 320                         | Costantino I               | Eletti cesari i figli Crispo e Costantino II. | sconosciuto. | legionari?                  |
| 327                         | Costantino I               | Guerre vittoriose. | sconosciuto. | legionari?                  |
| 353                         | Costanzo II                | Per il trentennale di regno (promesso da Costanzo II ad Arelate)? | sconosciuto | esercito romano?            |
| 358                         | Flavio Claudio Giuliano    | Non c'era denaro né per un donativum, né per lo stipendium. | nessuno | nessuno                     |
| 360                         | Flavio Claudio Giuliano    | Proclamazione ad Augusto di Giuliano. | 5 aurei e 1 libbra d'argento.                                                                                          | legionari                   |
| 362                         | Flavio Claudio Giuliano    | Durante soggiorno a Costantinopoli di Giuliano, partente per Antiochia. | sconosciuto | esercito del Danubio        |
| 364                         | Valentiniano I             | Acclamazione ad Imperatore di Valentiniano da parte dei reparti africani. | sconosciuto | esercito africano           |
| 365                         | Valentiniano I e Valente   | Associazione al trono di Valente da parte del fratello Valentiniano. | sconosciuto, in oro.                                                                                                   | esercito romano             |
| 378                         | Valente                    | Quando Valente giunse a Costantinopoli da Antiochia, in viaggio per il limes danubiano dove contrastare l'invasione di Goti. | sconosciuto (forse era solo uno stipendium).                                                                           | esercito romano             |